# Лабрадор
Полуострво Лабрадор (енгл. Labrador Peninsula, фр. Péninsule du Labrador) је велико полуострво у источној Канади. На западу је ограничено Хадсоновим заливом, на северу Хадсоновим мореузом, на истоку је Лабрадорско море, и Залив Сен Лорен на југоистоку. Административно, полуострво је подељено на регион Лабрадор у провинцији Њуфаундленд и Лабрадор, и регионе провинције Квебек: Сагнеј-Лак Сент Жан, Кот-Нор, и Северни Квебек. Површина Лабрадора је око 1.400.000 km². Попис 2006. је утврдио да ту живи 150.000 становника.

## Локација и географија
Полуострво је са свих страна окружено морем, осим на југозападу где се шири у опште континентално копно. Северозападни део полуострва Лабрадор је обликован као мање полуострво, полуострво Унгава, окружено заливом Хадсон, мореузом Хадсон и заливом Унгава. Најсевернија тачка полуострва Унгава, рт Волстенхолм, такође служи као најсевернија тачка полуострва Лабрадор и провинције Квебек. Полуострво је висораван проткана речним долинама. Постоји неколико планинских ланаца. Планине Торнгат, које се налазе у северном делу полуострва, садрже највишу тачку полуострва планину Каубвик, која је са 1.652 m (5.420 ft) уједно и највиша тачка континенталне Канаде источно од Алберте. Те планине су такође домаћин Националног парка Торнгат, јединог националног парка Канаде на полуострву Лабрадор. Парк се налази у провинцији Њуфаундленд и Лабрадор, док се суседни национални парк Курурјуак налази у провинцији Квебек.

### Хидрологија
Пошто је скоро у потпуности прекривен Канадским штитом - огромном, стеновитом висоравни са историјом глацијације - полуострво има велики број језера. Само провинција Квебек има више од пола милиона језера различите величине. Највеће водено тело на полуострву Лабрадор је резервоар Смолуд, али највеће природно језеро је језеро Мистасини. Остала позната језера укључују резервоар Маникуаган, резервоар Канијапискау и резервоари Ла Гранд 2 и Ла Гранд 3. Због историје развоја хидроелектрана, већина већих слатководних језера на полуострву су резервоари. Поред обиља језера, полуострво има и много река. Најдужа, река Ла Гранд, дуга је 900 km (560 mi) и тече на запад преко скоро половине полуострва. Друге запажене реке укључују реку Истмејн, реку Руперт и реку Черчил.

## Историја
Пре приспећа Европљана, полуострво је било насељено углавном народом Кри, посебно Ину нацијом у југоисточном делу полуострва, који су своју земљу називали Нитасинан (ᓂᑕᔅᓯᓇᓐ), што значи „наша земља“ на ину језику. Други народи на полуострву укључују источне Кри са Ију Ајсчи (ᐄᔨᔨᐤ/ᐄᔨᔫ/ᐄᓅ ᐊᔅᒌ), Наскапи чије се територије се називају Сташинув ((ᒋᑦ ᐊᔅᒋᓄᐤ), што такође значи и „наша земља”, као и Инуите, Нунавике и Нунатукавуте. Подручје је постало познато као Маркланд на гренландском нордијском језику, а његови становници су били познати као Скрелинг.
Опште је прихваћено да је полуострво названо по португалском истраживачу Жоау Фернандесу Лаврадору. Португалски краљ Мануел I је одобрио патент 1499. који му је дао право да истражује тај део Атлантског океана како је наведено у Уговору из Тордесиљаса. Заједно са Пером де Барселосом, он је први пут угледао Лабрадора 1498. године и уцртао обале југозападног Гренланда и суседне североисточне Северне Америке око 1498. и обавестио Португал и Европу. Његов статус земљопоседника му је омогућио да користи титулу лаврадор, што на португалском значи „фармер“ или „поседник земље“, али „лабрадор“ на шпанском и галицијском значи „пољопривредни радник“. Он је заправо дао име Тера до Лаврадор Гренланду, што је била прва земља коју је видео, али се на крају то име проширило на све области док није постало устаљено за Лабрадор.